# Henrik Kleven
Henrik Jacobsen Kleven er en dansk økonom og forsker i skatteøkonomi og offentlig økonomi. Henrik Kleven har haft det meste af sin professionelle karriere i udlandet og blev i 2017 professor på det amerikanske eliteuniversitet Princeton University. 

## Karriere
Henrik Kleven blev cand.polit. i 2001 og tog en ph.d.-grad i 2003 ved Økonomisk Institut på Københavns Universitet. Titlen på hans ph.d.-afhandling var "Taxation, Time Allocation, and Economic Efficiency". Derefter var han adjunkt ved Økonomisk Institut 2002-03 og lektor sammesteds 2003-07, inden han flyttede til udlandet. 2007-10 var han adjunkt ved London School of Economics og derefter lektor (2010-13) og professor (2013-17) sammesteds, inden han i 2017 blev professor ved Department of Economics and Woodrow Wilson School på Princeton University.

## Forskning
Kleven har offentliggjort en imponerende række videnskabelige artikler i førende økonomiske tidsskrifter som Econometrica, American Economic Review, Journal of Political Economy, Quarterly Journal of Economics og det britiske Economic Journal. Blandt hans medforfattere er de ældre danske skatteøkonomer Peter Birch Sørensen og Claus Thustrup Kreiner, franskmanden Gabriel Zucman, fransk-amerikaneren Emmanuel Saez og polsk-amerikaneren Wojciech Kopczuk.
En række af Klevens arbejder har været beregninger baseret på danske mikroøkonomiske registerdata, som giver usædvanligt gode muligheder for at lave empiriske analyser af individuelle aktørers handlinger. Det gælder således flere undersøgelser af den danske elasticitet af skattepligtig indkomst - et centralt begreb indenfor moderne skatteøkonomi, der måler, hvor meget folks adfærd bliver påvirket af ændringer i beskatningen. Artiklen "Estimating Taxable Income Responses Using Danish Tax Reforms" i tidsskriftet "American Economic Journal: Economic Policy" i 2014 præsenterer eksempelvis elasticiteter for skattepligtig arbejdsindkomst på omkring 0,05 for lønmodtagere og 0,1 for selvstændige, mens elsasticiteten for skattepligtig kapitalindkomst er omkring to-tre gange større end for arbejdsindkomst.Tallene er baseret på de beregnede virkninger af fire danske skattereformer fra 1987 til 2005.
En af Klevens mere lettilgængelige artikler var "How can Scandinavians tax so much?" i det amerikanske tidsskrift Journal of Economic Perspectives i 2014. Her forsøgte han at besvare et spørgsmål, som ofte har undret amerikanske forskere, der har besøgt Danmark og de andre skandinaviske lande: Hvordan kan Skandinavien opretholde samfund med internationalt set høje niveauer for velstand og samfundsøkonomisk effektivitet, samtidig med at de generelt har et relativt højt skattetryk i international sammenhæng? Kleven peger på tre forhold, der gør forvridningstabet i et skattesystem som det danske relativt lille: omfanget af automatiske skatteindberetninger fra arbejdsgivere mfl., der formindsker mulighederne for skatteunddragelse, generelt brede skattebaser, der gør det sværere at substituere over mod ubeskattede aktiviteter, og en høj subsidiering af goder, der er komplementære til lønarbejde (som børnepasning, ældrepleje, transport og uddannelse), hvilket understøtter et højt arbejdsudbud. Desuden peger han på, at kulturelle og sociale normer kan spille en rolle, idet en ret høj generel tillid og social sammenhængskraft i Skandinavien kan hænge sammen med ønsket om at betale skat.

## Andre professionelle aktiviteter
Kleven har været redaktør for tidsskriftet Journal of Public Economics 2014-17. Fra maj 2018 er han medredaktør af det førende amerikanske tidsskrift American Economic Review.